# Bernard Nathanson
Bernard Nathanson (New York, 31. srpnja 1926. – 21. veljače 2011.) – američki liječnik i aktivist.
Diplomirao je medicinu u Montrealu 1949. godine. Bio je liječnik iz područja ginekologije i porodništva. Jedan je do osnivača američke "Nacionalne udruge za ukidanje zakona o pobačaju" (NARAL), koja se kasnije primenovala u "Akcijsku ligu za pravo na pobačaj". To je bila prva politička akcijska skupina za pobačaj u SAD-u. Osnovana je 1968. godine. U to vrijeme pobačaj je bio zabranjen i javnost je bila protiv njega. Bernard Nathanson sa suradnicima je radio na promjeni javnog mijenja. Pri tome su koristili i lažne ankete o podupiranju pobačaja. Izlazili su u javost s brojem, da oko 10 000 žena umire godišnje pri ilegalnim pobačajima u SAD-u, dok je stvarni broj bio između 200 i 250 žena godišnje. Davali su medijima podatke, da je godišnje bilo milijun ilegalnih pobačaja, dok ih je stvarno bilo 100 000. Bernard Nathanson osobno je to priznao prilikom govora u Dublinu povodom promjene irskog Ustava. Ti podaci utjecali su na američku javnost, pa je pobačaj dozvoljen u saveznoj državi New York 1970. godine, a tri godine kasnije nakon odluke Vrhovnog suda u sudskim procesima Roe protiv Wadea i Doe protiv Boltona i u cijelom SAD-u. Nathanson je postao ravnatelj tada najveće klinike za pobačaje u svijetu sa sjedištem u New Yorku. U dvije godine dok je bio na čelu klinike, dogodilo se 75 000 pobačaja, od kojih je 15 000 osobno učinio.
Nakon što je ultrazvuk dobio veću primjenu u prenatalnoj medicini, postao je aktivist protiv pobačaja. U sklopu toga dao je snimiti dva dokumentarna filma - "Nijemi krik" i "Pomrčina razloga". Napisao je i dvije knjige na temu pobačaja.
U mladosti je odgojen u židovskoj vjeri, kasnije je bio ateist. Obratio se na katoličanstvo 1996. godine. Prije toga, imao je tri propala braka.
Više puta sudjelovao je u sudskim procesima kao ekspert za slučajeve medicinskih propusta.